# Antonio Rosetti
Pour les articles homonymes, voir Rösler.
Ne pas confondre avec Ján Josef Rösler ou Johann Joseph Rösler (1771–1813)
Francesco Antonio Rosetti, né František Antonín Rösler (Leitmeritz, 26 octobre 1746 – Ludwigslust, 30 juin 1792), est un compositeur et contrebassiste bohémien.

## Biographie
Après une formation auprès des jésuites, dès l'âge de sept ans, il abandonne ses études de théologie pour se consacrer uniquement à la musique. 
Dès 1773 et pendant seize ans, il rejoint l'orchestre de la cour du prince von Öttingen-Wallerstein (en), où il est ensuite promu au poste de maître de chapelle. En 1781, il séjourne à Paris où il est joué, notamment au Concert Spirituel. Il y fait éditer un certain nombre d'œuvres, dont six symphonies publiées en 1782. À Paris, il découvre la musique de Gluck, Piccinni et Joseph Haydn.
À partir de 1789, il occupe à Ludwigslust les mêmes fonctions de maître de chapelle à la cour du duc de Mecklenburg-Schwerin.
Ses concertos pour cor ont très probablement influencé ceux écrits par Mozart. Rosetti a également écrit un requiem en 1776 qui a été joué à la mémoire de Mozart en décembre 1791 à Prague. La même année, sa Symphonie en mi bémol majeur est interprétée lors des concerts Salomon à Londres, sur la recommandation de Joseph Haydn.

## Œuvres principales
Rosetti a écrit près de 400 œuvres :
- 44 symphonies, 5 symphonies concertantes, 52 concertos (essentiellement pour vents), 38 sérénades
- 12 quatuors à cordes
- 11 sonates pour clavier
- 13 messes, 4 requiems, 22 pièces religieuses et 82 lieder.

### Symphonies
| Catalogue | Catalogue   | Nom                   | Tonalité                              | Enregistrements                                                  |
| Murray    | Kaul        | Nom                   | Tonalité                              | Enregistrements                                                  |
| --------- | ----------- | --------------------- | ------------------------------------- | ---------------------------------------------------------------- |
| A1        | I:8         | Symphonie             | ut majeur                             |                                                                  |
| A2        | I:46        | Symphonie             | ut majeur                             |                                                                  |
| A3        | I:43        | Symphonie             | ut majeur                             |                                                                  |
| A4        | I:4         | Symphonie             | ut majeur                             |                                                                  |
| A5        | I:6         | Symphonie             | ut majeur                             |                                                                  |
| A6        | I:11        | Symphonie             | ut majeur                             | Tacet 1999, Biva 2009                                            |
| A7        | I:17        | Symphonie             | ut majeur                             |                                                                  |
| A8        | I:26        | Symphonie             | ut majeur                             | Arte Nova 2000, RBM 1997                                         |
| A9        | I:21        | Symphonie             | ut majeur                             | Chandos 1997, Teldec 1997                                        |
| A10       | I:3         | Symphonie             | ré majeur                             | CAB 2003                                                         |
| A11       | I:2         | Symphonie             | ré majeur                             |                                                                  |
| A12       | I:12        | Symphonie             | ré majeur                             | Chandos 1997                                                     |
| A13       | I:30        | Symphonie             | ré majeur                             | Teldec 1997                                                      |
| A14       | I:29        | Symphonie             | ré majeur                             | MDG 2001                                                         |
| A15       | I:33        | Symphonie             |                                       |                                                                  |
| A16       | I:7         | Symphonie             | ré majeur                             | CPO 2011                                                         |
| A17       | I:15        | Symphonie             |                                       |                                                                  |
| A18       | I:47        | Symphonie             | ré majeur                             |                                                                  |
| A19       | I:13        | Symphonie             | Tacet 1999                            |                                                                  |
| A20       | I:18        | Symphonie "La Chasse" | ré majeur                             | MDG 2003, Teldec 1997                                            |
| A21       | I:20        | Symphonie             | ré majeur                             | Caro Mitis 2005, MDG 2001, Arte Nova 2000                        |
| A22       | I:28        | Symphonie             | ré majeur                             | MDG 2003                                                         |
| A23       | I:5         | Symphonie             | mi bémol majeur                       |                                                                  |
| A24       | I:5a        | Symphonie             | mi bémol majeur                       | Ars Produktion 2011                                              |
| A25       | deest       | Symphonie             | mi bémol majeur                       |                                                                  |
| A26       | I:35        | Symphonie             |                                       |                                                                  |
| A27       | I:32        | Symphonie             | mi bémol majeur                       | Arte Nova 2000, Teldec 1995                                      |
| A28       | I:23        | Symphonie             | mi bémol majeur (notated as D sharp!) | Teldec 1995                                                      |
| A29       | I:9         | Symphonie             | mi bémol majeur                       | RBM 1997                                                         |
| A30       | I:34        | Symphonie             | mi bémol majeur                       |                                                                  |
| A31       | deest       | Symphonie             | mi bémol majeur                       |                                                                  |
| A32       | I:10 + I:55 | Symphonie             | fa majeur                             | CPO 2011                                                         |
| A33       | I:24        | Symphonie             | fa majeur                             | Chandos 1997                                                     |
| A34       | I:45        | Symphonie             | fa majeur                             |                                                                  |
| A35       | I:1         | Symphonie             | fa majeur                             |                                                                  |
| A36       | I:41        | Symphonie             | fa majeur                             |                                                                  |
| A37       | I:37        | Symphonie             | sol majeur                            |                                                                  |
| A38       | I:40        | Symphonie             | sol majeur                            |                                                                  |
| A39       | I:16        | Symphonie             | sol majeur                            | CPO 2005                                                         |
| A40       | I:22        | Symphonie             | sol majeur                            | Chandos 1997, Teldec 1997                                        |
| A41       | I:44        | Symphonie             | sol majeur                            |                                                                  |
| A42       | I:27        | Symphonie             | G minor                               | K&K 2006, Caro Mitis 2005, Arte Nova 2000, Teldec 1995, RBM 1994 |
| A43       | I:19        | Symphonie             | si bémol majeur                       | MDG 2003                                                         |
| A44       | I:38        | Symphonie             | si bémol majeur                       |                                                                  |
| A45       | I:14        | Symphonie             | CPO 2005                              |                                                                  |
| A46       | I:39        | Symphonie             | si bémol majeur                       |                                                                  |
| A47       | deest       | Symphonie             | si bémol majeur                       | perdu                                                            |
| A48       | I:31        | Symphonie             | si bémol majeur                       | RBM 1997                                                         |
| A49       | I:25        | Symphonie             | si bémol majeur                       | Teldec 1995                                                      |
| A50       | deest       | Symphonie             | la mineur                             | perdu                                                            |
| A51       | I:49        | Symphonie             | ré majeur                             |                                                                  |

### Ensembles de vents
| Catalogue | Catalogue     | Nom        | Tonalité        | Enregistrements                                 |
| Murray    | Kaul          | Nom        | Tonalité        | Enregistrements                                 |
| --------- | ------------- | ---------- | --------------- | ----------------------------------------------- |
| B1        | II:9          | Partita    | ré majeur       | CPO 2004                                        |
| B2        | II:10         | Partita    |                 |                                                 |
| B3        | II:8          | Partita    | ré majeur       | CPO 2004                                        |
| B4        | II:11         | Partita    | ré majeur       | CPO 2004                                        |
| B5        | II:14         | Partita    | ré majeur       | CPO 2004                                        |
| B6        | II:17         | Quintette  | mi bémol majeur |                                                 |
| B7        | II:20         | Partita    | mi bémol majeur |                                                 |
| B8        | II:22         | Partita    | mi bémol majeur |                                                 |
| B9        | deest         | Partita    | mi bémol majeur |                                                 |
| B10       | II:6          | Partita    | mi bémol majeur |                                                 |
| B11       | II:1          | Partita    | mi bémol majeur |                                                 |
| B12       | deest         | Partita    | mi bémol majeur |                                                 |
| B13       | II:4          | Partita    | mi bémol majeur | Pan Classics 2006                               |
| B14       | II:7          | Partita    | mi bémol majeur |                                                 |
| B15       | II:3          | Partita    | mi bémol majeur |                                                 |
| B16       | II:5          | Partita    | mi bémol majeur | Classico 2006                                   |
| B17       | deest         | Quatuor    | mi bémol majeur | Classico 2006                                   |
| B18       | II:13         | Partita    | fa majeur       | Accent 1989 / Classico 2006 / Pan Classics 2006 |
| B19       | II:16         | Partita    | fa majeur       |                                                 |
| B20       | II:15         | Partita    | fa majeur       | CPO 2004                                        |
| B21       | II:12         | Partita    | fa majeur       | Pan Classics 2006                               |
| B22       | II:2          | Sextuor    | si bémol majeur | Classico 2006                                   |
| B23       | II:23         | Partita    | si bémol majeur |                                                 |
| B24       | II:19 + II:21 | Notturno   |                 |                                                 |
| B25       | I:56          | Serenata   | ut majeur       |                                                 |
| B26       | II:18         | Septuor    | mi bémol majeur |                                                 |
| B27       | I:58          | Notturno   | mi bémol majeur | CPO 2003                                        |
| B28       | I:60          | 6 Menuets  |                 | perdu                                           |
| B29       | I:59          | 12 Menuets |                 |                                                 |

### Concertos
| Catalogue | Catalogue | Nom                                  | Tonalité               | Enregistrements                                                     |
| Murray    | Kaul      | Nom                                  | Tonalité               | Enregistrements                                                     |
| --------- | --------- | ------------------------------------ | ---------------------- | ------------------------------------------------------------------- |
| C1        | deest     | Piano Concerto                       | mi bémol majeur        |                                                                     |
| C2        | III:1     | Piano Concerto                       | sol majeur             | Tacet 1999 / Capriccio 2002                                         |
| C3        | III:2     | Piano Concerto                       | sol majeur             | Tacet 1999                                                          |
| C4        | III:3     | Piano Concerto                       |                        |                                                                     |
| C5        | III:8     | Concerto pour violon                 | ut majeur              | CPO 2021                                                            |
| C6        | III:9     | Concerto pour violon                 | ré majeur              | CPO 2005                                                            |
| C7        | III:7     | Concerto pour violon                 | ré majeur              | CPO 2021                                                            |
| C8        | deest     | Concerto pour violon                 | ré majeur              |                                                                     |
| C9        | III:5     | Concerto pour violon                 | ré mineur              | CPO 2005, Caro Mitis 2005                                           |
| C10       | III:6     | Concerto pour violon                 | mi bémol majeur        |                                                                     |
| C11       | III:4     | Concerto pour violon                 | fa majeur              | CPO 2021                                                            |
| C12       | deest     | Concerto pour violon                 | la majeur              | partiellement perdu                                                 |
| C13       | III:10    | Concerto pour violon                 | la majeur              |                                                                     |
| C14       | I:36      | Symphonie Concertante pour 2 violons | ré majeur              | MDG 2001                                                            |
| C15       | deest     | Concerto pour alto                   | sol majeur             |                                                                     |
| C16       | III:14    | Concerto pour flûte                  | ut majeur              | Orfeo 2003                                                          |
| C17       | III:16    | Concerto pour flûte                  | ré majeur              | Vars 2001                                                           |
| C18       | III:12    | Concerto pour flûte                  | ré majeur              |                                                                     |
| C19       | III:23    | Concerto pour flûte                  | mi bémol majeur        | Naxos 2008                                                          |
| C20       | III:18    | Concerto pour flûte                  | mi bémol majeur        |                                                                     |
| C21       | III:20    | Concerto pour flûte                  | fa majeur              | Orfeo 2003                                                          |
| C22       | III:13    | Concerto pour flûte                  | sol majeur             | Alba 2003 / Orfeo 2003                                              |
| C23       | III:11    | Concerto pour flûte                  | sol majeur             |                                                                     |
| C24       | III:19    | Concerto pour flûte                  | sol majeur             |                                                                     |
| C25       | III:17    | Concerto pour flûte                  | sol majeur             | Orfeo 2003                                                          |
| C26       | III:24    | Concerto pour flûte                  | sol majeur             |                                                                     |
| C27       | III:22    | Concerto pour flûte                  | sol majeur             | Koch Schwann 2001                                                   |
| C28       | III:21    | Concerto pour flûte                  | sol majeur             | MDG 2003                                                            |
| C29       | III:32    | Concerto pour hautbois               | ut majeur              | CPO 2011                                                            |
| C30       | III:27    | Concerto pour hautbois               | ut majeur              | CPO 2011                                                            |
| C31       | III:29    | Concerto pour hautbois               | ut majeur              | CPO 1991                                                            |
| C32       | III:34    | Concerto pour hautbois               | ut majeur              |                                                                     |
| C33       | III:28    | Concerto pour hautbois               | ré majeur              | CPO 1991                                                            |
| C34       | III:31    | Concerto pour hautbois               | fa majeur              | CPO 1991, Naxos 2002                                                |
| C35       | deest     | Concerto pour hautbois               | fa majeur              |                                                                     |
| C36       | III:30    | Concerto pour hautbois               | sol majeur             | MDG 2001                                                            |
| C37       | III:25    | Concerto pour hautbois               | sol majeur             |                                                                     |
| C38       | III:43    | Concerto pour cor                    | ré mineur              | Caro Mitis 2005, Hanssler 2001, Teldec 1994, Nimbus 1988, Rosa 1998 |
| C39       | deest     | Concerto pour cor                    | ré mineur              |                                                                     |
| C40       | III:35    | Concerto pour cor                    | mi bémol majeur        | Arte Nova 2002                                                      |
| C41       | III:39    | Concerto pour cor                    | mi bémol majeur        | Zuk 2005, ebs 1997, EMI Classics 1986                               |
| C42       | III:41    | Concerto pour cor                    | mi bémol majeur        |                                                                     |
| C43       | deest     | Concerto pour cor                    | mi bémol majeur        | Arte Nova 2002                                                      |
| C44       | III:48    | Concerto pour cor                    | mi bémol majeur        | perdu                                                               |
| C45       | III:46    | Concerto pour cor                    | mi bémol majeur        | perdu                                                               |
| C46       | III:47    | Concerto pour cor                    | mi bémol majeur        | perdu                                                               |
| C47       | III:40    | Concerto pour cor                    | mi bémol majeur        | Arte Nova 2002                                                      |
| C48       | III:37    | Concerto pour cor                    | mi bémol majeur        | CPO 2009                                                            |
| C49       | III:36    | Concerto pour cor                    | mi bémol majeur        | Hanssler 2001, Rosa 1998, ebs 1997                                  |
| C50       | III:44    | Concerto pour cor                    | mi majeur              | CPO 2009, EMI Classics 1986                                         |
| C51       | III:42    | Concerto pour cor                    | mi majeur              | Hanssler 2001, Rosa 1998, EMI Classics 1986                         |
| C52       | III:45    | Concerto pour cor                    | mi bémol majeur        | Arte Nova 2002                                                      |
| C53       | III:38    | Concerto pour cor                    | fa majeur              | Hanssler 2001, Rosa 1998                                            |
| C54       | deest     | Concerto pour cor                    | mi bémol majeur        |                                                                     |
| C55       | III:54    | Concerto pour 2 cors                 | mi bémol majeur        | Naxos 1991                                                          |
| C56       | deest     | Concerto pour 2 cors                 | mi bémol majeur        | CPO 2003                                                            |
| C57       | III:53    | Concerto pour 2 cors                 | mi bémol majeur        | CPO 2003                                                            |
| C58       | III:51    | Concerto pour 2 cors                 | mi majeur              | CPO 2003                                                            |
| C59       | III:50    | Concerto pour 2 cors                 | mi majeur              | perdu                                                               |
| C60       | III:52    | Concerto pour 2 cors                 | mi majeur et fa majeur | CPO 1999                                                            |
| C61       | III:49    | Concerto pour 2 cors                 | fa majeur              | CPO 2009, ebs 1997, BVA 1992, Naxos 1991                            |
| C62       | III:55    | Concerto pour clarinette             | mi bémol majeur        | CPO 1999                                                            |
| C63       | III:57    | Concerto pour clarinette             | mi bémol majeur        | CPO 1999                                                            |
| C64       | III:58    | Concerto pour clarinette             | mi bémol majeur        | perdu                                                               |
| C65       | deest     | Concerto pour clarinette             | mi bémol majeur        | perdu                                                               |
| C66       | III:65    | Concerto pour clarinette             | mi bémol majeur        | perdu                                                               |
| C67       | deest     | Concerto pour basson                 | ut majeur              | CPO 2012                                                            |
| C68       | III:64    | Concerto pour basson                 | mi bémol majeur        | CPO 2012                                                            |
| C69       | III:60    | Concerto pour basson                 | si bémol majeur        | CPO 2003, Naxos 2003                                                |
| C70       | III:67    | Concerto pour basson                 | si bémol majeur        | perdu                                                               |
| C71       | III:65    | Concerto pour basson                 | si bémol majeur        | perdu                                                               |
| C72       | III:66    | Concerto pour basson                 | si bémol majeur        | CPO 2012                                                            |
| C73       | III:61    | Concerto pour basson                 | si bémol majeur        | CPO 2003, Naxos 2003                                                |
| C74       | III:62    | Concerto pour basson                 | si bémol majeur        | CPO 2003, Naxos 2003, Hungaroton 2006                               |
| C75       | III:63    | Concerto pour basson                 | fa majeur              | CPO 2003, Naxos 2003                                                |
| C76       | deest     | Sinfonia Concertante pour 2 Violons  | mi bémol majeur        |                                                                     |
| C77       | deest     | Concerto pour clarinette             | mi bémol majeur        |                                                                     |

### Musique de chambre
| Catalogue | Catalogue | Nom                                                | Tonalité        | Enregistrements            |
| Murray    | Kaul      | Nom                                                | Tonalité        | Enregistrements            |
| --------- | --------- | -------------------------------------------------- | --------------- | -------------------------- |
| D1        | IV:5.1    | Trio à cordes                                      | ut majeur       |                            |
| D2        | IV:5.2    | Trio à cordes                                      | sol majeur      |                            |
| D3        | IV:5.3    | Trio à cordes                                      | ré majeur       |                            |
| D4        | IV:5.4    | Trio à cordes                                      | fa majeur       |                            |
| D5        | deest     | Trio à cordes                                      | ut majeur       |                            |
| D6        | IV:1.1    | Quatuor à cordes Op 4/1                            | la majeur       |                            |
| D7        | IV:1.2    | Quatuor à cordes Op 4/2                            | ut majeur       |                            |
| D8        | IV:1.3    | Quatuor à cordes Op 4/3                            |                 |                            |
| D9        | IV:2.1    | Quatuor à cordes Op 6/1                            | la majeur       | CPO 1995                   |
| D10       | IV:2.2    | Quatuor à cordesOp 6/2                             | mi bémol majeur | CPO 1995                   |
| D11       | IV:2.3    | Quatuor à cordes Op 6/3                            | si bémol majeur | CPO 1995                   |
| D12       | IV:2.4    | Quatuor à cordes Op 6/4                            | ut mineur       | CPO 1995                   |
| D13       | IV:2.5    | Quatuor à cordes Op 6/5                            | ré majeur       | CPO 1995                   |
| D14       | IV:2.6    | Quatuor à cordes Op 6/6                            | fa majeur       | CPO 1995                   |
| D15       | IV:4.1    | Quatuor à cordes                                   | la majeur       |                            |
| D16       | IV:4.2    | Quatuor pour flûtes                                | sol majeur      |                            |
| D17       | IV:4.3    | Quatuor à cordes                                   | fa majeur       |                            |
| D18       | IV:3      | Quatuor pour bassons                               | si bémol majeur |                            |
| D19       | IV:13.1   | Sonate pour violon                                 | ré majeur       | Supraphon 2000, Naxos 2002 |
| D20       | IV:13.2   | Sonate pour violon                                 | mi bémol majeur | Supraphon 2000, Naxos 2002 |
| D21       | IV:13.3   | Sonate pour violon                                 | si bémol majeur | Supraphon 2000, Naxos 2002 |
| D22       | IV:13.4   | Sonate pour violon                                 | sol majeur      | Supraphon 2000, Naxos 2002 |
| D23       | IV:13.5   | Sonate pour violon                                 | si bémol majeur | Supraphon 2000, Naxos 2002 |
| D24       | IV:13.6   | Sonate pour violon                                 | ut majeur       | Supraphon 2000, Naxos 2002 |
| D25       | IV:14     | Sonate pour violon                                 | fa majeur       | perdu                      |
| D26       | IV:7.1    | Trio avec piano Op 1/1                             | sol majeur      |                            |
| D27       | IV:7.2    | Trio avec piano Op 1/2                             | fa majeur       |                            |
| D28       | IV:7.3    | Trio avec piano Op 1/3                             | si bémol majeur |                            |
| D29       | IV:8.1    | Trio avec piano Op 5/1                             | ut majeur       |                            |
| D30       | IV:8.2    | Trio avec piano Op 5/2                             | mi bémol majeur |                            |
| D31       | IV:8.3    | Trio avec piano Op 5/3                             | ré majeur       |                            |
| D32       | IV:8.4    | Trio avec piano Op 5/4                             |                 |                            |
| D33       | IV:8.5    | Trio avec piano Op 5/5                             | la majeur       |                            |
| D34       | IV:8.6    | Trio avec piano Op 5/6                             | ut majeur       |                            |
| D35       | IV:9.1    | Trio avec piano Op 7/1                             | sol majeur      |                            |
| D36       | IV:9.2    | Trio avec piano Op 7/2                             | si bémol majeur |                            |
| D37       | IV:9.3    | Trio avec pianoOp 7/3                              | fa majeur       |                            |
| D38       | IV:9.4    | Trio avec piano Op 7/4                             | ut majeur       |                            |
| D39       | IV:12.1   | Trio avec piano                                    | ut majeur       | perdu                      |
| D40       | IV:12.2   | Trio avec piano                                    | ut majeur       | perdu                      |
| D41       | IV:12.3   | Trio avec piano                                    | ré majeur       | perdu                      |
| D42       | IV:10.2   | Trio avec piano                                    | fa majeur       | perdu                      |
| D43       | IV:6.1    | Duo pour violons                                   | mi bémol majeur |                            |
| D44       | IV:6.2    | Duo pour violons                                   | si bémol majeur |                            |
| D45       | IV:6.3    | Duo pour violons                                   | sol majeur      |                            |
| D46       | IV:6.4    | Duo pour violons                                   | la majeur       |                            |
| D47       | IV:6.5    | Duo pour violons                                   | ré majeur       |                            |
| D48       | IV:6.6    | Duo pour violons                                   | ut mineur       |                            |
| D49       | II:24     | Quatuor pour violon piccolo, 2 hautbois & continuo | ut majeur       | perdu                      |
| D50       | II:25     | Quatuor de flûtes                                  | ut majeur       | perdu                      |
| D51       | II:26     | Cassation                                          | ré majeur       | perdu                      |
| D52       | II:27     | Cassation                                          | mi bémol majeur | perdu                      |

Note: Les enregistrements de D19 à D24 sont des arrangements pour harpe.

### Piano
| Catalogue | Catalogue | Nom                                        | Tonalité        | Enregistrements |
| Murray    | Kaul      | Nom                                        | Tonalité        | Enregistrements |
| --------- | --------- | ------------------------------------------ | --------------- | --------------- |
| E1        | V:6       | Sonate pour piano                          | fa majeur       |                 |
| E2        | V:5       | Sonate pour piano                          | sol majeur      |                 |
| E3        | V:3       | Sonate pour piano                          | si bémol majeur |                 |
| E4        |           | Sonate pour piano                          | fa majeur       |                 |
| E5        |           | Anglaise                                   | ré majeur       |                 |
| E6        |           | Anglaise                                   | fa majeur       |                 |
| E7        |           | Anglaise                                   | ré majeur       |                 |
| E8        |           | Menuet                                     | fa majeur       |                 |
| E9        |           | Menuet                                     | ut majeur       |                 |
| E10       |           | Menuet                                     | sol majeur      |                 |
| E11       |           | Menuet                                     | sol majeur      |                 |
| E12       |           | Menuet                                     | fa majeur       |                 |
| E13       |           | Menuet                                     | ré majeur       |                 |
| E14       |           | Menuet                                     | ré majeur       |                 |
| E15       |           | Menuet                                     | ut majeur       |                 |
| E16       |           | Menuet                                     | ut majeur       |                 |
| E17       |           | Menuet                                     |                 |                 |
| E18       |           | Menuet                                     | ut majeur       |                 |
| E19       |           | Menuet                                     | ré majeur       |                 |
| E20       |           | Menuet                                     | ut majeur       |                 |
| E21       |           | Alla Polacca                               | ut majeur       |                 |
| E22       |           | Schleifer                                  | la majeur       |                 |
| E23       |           | Schleifer                                  | sol majeur      |                 |
| E24       |           | Schleifer                                  | sol majeur      |                 |
| E25       |           | Valse allemande                            | fa majeur       |                 |
| E26       |           | Valse allemande                            | la majeur       |                 |
| E27       |           | Romance                                    | mi bémol majeur |                 |
| E28       |           | Romance                                    | la majeur       |                 |
| E29       |           | Romance                                    | mi bémol majeur |                 |
| E30       |           | Romance                                    | la majeur       |                 |
| E31       |           | Romance                                    | si bémol majeur |                 |
| E32       |           | Romance                                    | si bémol majeur |                 |
| E33       |           | Romance                                    | si bémol majeur |                 |
| E34       |           | Romance                                    | sol majeur      |                 |
| E35       |           | Romance                                    | si bémol majeur |                 |
| E36       |           | Romance                                    | si bémol majeur |                 |
| E37       |           | Rondo                                      | si bémol majeur |                 |
| E38       |           | Rondo                                      | ré majeur       |                 |
| E39       |           | Rondo                                      | mi bémol majeur |                 |
| E40       |           | Rondo                                      | sol majeur      |                 |
| E41       |           | Rondo                                      | la majeur       |                 |
| E42       |           | Rondeau                                    | sol majeur      |                 |
| E43       |           | Rondo                                      | ut majeur       |                 |
| E44       |           | Capriccio                                  | ut majeur       |                 |
| E45       |           | Capriccio                                  | fa mineur       |                 |
| E46       |           | Capriccio                                  | ré majeur       |                 |
| E47       |           | Allegro                                    | ré majeur       |                 |
| E48       |           | Allegro assai                              | fa majeur       |                 |
| E49       |           | Allegretto                                 | la majeur       |                 |
| E50       |           | Allegretto non presto                      | ré majeur       |                 |
| E51       |           | Allegro scherzante                         |                 |                 |
| E52       |           | Allegretto scherzante                      | si bémol majeur |                 |
| E53       |           | Allegro scherzante                         | sol majeur      |                 |
| E54       |           | Allegro scherzando                         | mi bémol majeur |                 |
| E55       |           | Allegretto                                 | la mineur       |                 |
| E56       |           | Allegretto                                 | sol majeur      |                 |
| E57       |           | Andante                                    | si bémol majeur |                 |
| E58       |           | Andante                                    | E minor         |                 |
| E59       |           | Grazioso                                   | E minor         |                 |
| E60       |           | Moderato                                   | ré majeur       |                 |
| E61       |           | Non presto                                 | la majeur       |                 |
| E62       |           | Presto non tanto                           | mi bémol majeur |                 |
| E63       | V:7.1     | Sonate pour piano                          | si bémol majeur |                 |
| E64       | V:7.2     | Sonate pour piano                          | fa majeur       |                 |
| E65       | V:7.3     | Sonate pour piano                          | sol majeur      |                 |
| E66       | V:7.4     | Sonate pour piano                          | mi bémol majeur |                 |
| E67       |           | Variations (6)                             |                 |                 |
| E68       |           | Danses allemandes (4) pour Piano à 4-mains |                 |                 |

### Musique Vocale
| Catalogue | Type            | Titre                                         | Texte                                              | Tonalité        | Enregistrements         |
| Murray    | Type            | Titre                                         | Texte                                              | Tonalité        | Enregistrements         |
| --------- | --------------- | --------------------------------------------- | -------------------------------------------------- | --------------- | ----------------------- |
| F1        | Lied            | Abendgedanken eines Jüngling                  | Wie so schön der Sonne letzte Strahlen             | mi majeur       |                         |
| F2        | Lied            | Abschied an Theonen                           | Nun Theone naht die Stunde                         | si bémol majeur |                         |
| F3        | Air             | Acrostiche                                    | Ce que j'aime, c'est ma Colette                    | sol majeur      |                         |
| F4        | Lied            | Air de Monsieur le Chevalier de Rosetti       | Les Dieux ne formèrent Lisette                     | fa mineur       |                         |
| F5        | Lied            | Als Dafne weinte                              | Wunderschön ist die Natur                          | ré mineur       |                         |
| F6        | Lied            | Am Fenster beim Mondschein                    | Nacht und still ist um mich her kaum               | la majeur       |                         |
| F7        | Lied            | An den Frühling                               | Wilkommen schöner Jüngling, du Wonne der Natur     | mi bémol majeur |                         |
| F8        | Lied            | An die Muse                                   | Du, die voll Glut den Lorbeer einst besungen       | fa mineur       |                         |
| F9        | Lied            | An ein junges Mädchen                         | Du kleine Blondine bezaubert ja schon              | la majeur       |                         |
| F10       | Lied            | An ein kleines Mädchen                        | Tanze, liebe Kleine! hüpfe durch dies Leben        | fa majeur       |                         |
| F11       | Lied            | An einen Blumenstraus                         | Blumen die mit lieber Hand                         | si bémol majeur |                         |
| F12       | Lied            | An einem heitern Frühlingsmorgen              | Wilkommen mir, O Birkenhain                        | la majeur       |                         |
| F13       | Lied            | An einen Wassertrinker                        | Trink betrübter todtenblasser Wassertrinker        | si bémol majeur |                         |
| F14       | Lied            | An mein Täubchen                              | Geh trautes liebes Täubchen                        | sol majeur      |                         |
| F15       | Lied            | An Mutter Natur                               | Mutter ist ein süsses Lied                         | si bémol majeur |                         |
| F16       | Lied            | An Selindes Augen                             | O, wie leuchtest du so klar                        | mi bémol majeur |                         |
| F17       | Lied            | Der Apfel                                     | Als jüngst Hänschen in dem Gras                    | ré mineur       |                         |
| F18       | Lied            | Aufmunterung zur Freude                       | Heitre dich mein Weibchen auf!                     | E minor         |                         |
| F19       | Lied            | Ballade                                       | Ein troziger Ritter im fränkischen Land            | ré majeur       |                         |
| F20       | Lied            | Die Biene und der Rosskäfer                   | Ein Bienchen sass im sanften Schose                | fa majeur       |                         |
| F21       | Lied            | Blumenlied                                    | Es ist ein halbes Himmelreich                      | sol majeur      |                         |
| F22       | Lied            | Doris an das Klavier                          | Gefährte meiner Einsamkeit                         | fa majeur       |                         |
| F23       | Lied            | Doris an Lotten                               | Du fliechst! umringt von Schmerzen                 | mi bémol majeur |                         |
| F24       | Lied            | Edgar an Psyche                               | Welch ein Leben kleine Psyche                      | si bémol majeur |                         |
| F25       | Lied            | Ein Lied von der Liebe                        | Liebe, Liebe beseligt das Leben                    | si bémol majeur |                         |
| F26       | Lied            | Ein Stückchen von meinem Bruder               | Ich hab ein kleines Brüderchen                     | ut majeur       |                         |
| F27       | Lied            | Eine sehr gewöhnliche Geschichte              | Filink stand jüngst vor Babets Thür                | sol majeur      |                         |
| F28       | Lied            | Das eitle Mädchen                             | O, wie viel gebricht mir an Schönheit nicht!       | si bémol majeur |                         |
| F29       | Lied            | Frizchens Lob des Landlebens                  | Rühmt immer eure grosse Stadt                      | mi majeur       |                         |
| F30       | Lied            | Der Garten des Lebens                         | Der Garten des Lebens ist lieblich                 | mi mineur       |                         |
| F31       | Lied            | Das Glück auf dem Lande                       | Unter diesem stillen Schatten                      | mi majeur       |                         |
| F32       | Lied            | Der glückliche Bauer                          | Ihr, schwätz mir da von einem Bauer                | ré majeur       |                         |
| F33       | Lied            | Der glückliche Landmann                       | Heida, lustig! ich bin Hanns                       | ut majeur       |                         |
| F34       | Lied            | Grethchens Lied                               | Seit in der Näh' ich mein Hänschen gesehn          | la majeur       |                         |
| F35       | Lied            | Guter Muth                                    | Und wenn ich auch kein König bin                   | ut majeur       |                         |
| F36       | Lied            | Hannchen                                      | Nachbar Veitens Hannchen ging neulich Gras zu      | si bémol majeur |                         |
| F37       | Lied            | Huldigung                                     | Euch ihr Schönen! will ich fröhnen                 | fa mineur       |                         |
| F38       | Lied            | Jost mit der Schelle                          | Für'n armen Jost, sei mildreich Erden Sohn         | la mineur       |                         |
| F39       | Lied            | Der junge Baum                                | Das liebe, kleine Bäumchen hier                    | fa mineur       |                         |
| F40       | Lied            | Karlinchen ein Jahr alt                       | Sieh! er kommt im frohen Feierkleide               | la majeur       |                         |
| F41       | Lied            | Das Klavier                                   | Süss ertönendes Klavier, welche Freude schaffst du | la majeur       |                         |
| F42       | Lied            | Könnt ich mein Liebchen kaufen                | Könnt ich mein Liebchen kaufen                     | la majeur       |                         |
| F43       | Lied            | Das Lamm                                      | Wie nah, du armens Lämmchen                        | mi bémol majeur |                         |
| F44       | Lied            | Der Landmann hinter dem Pflug                 | Der war gewiss ein frommer Mann                    | ré majeur       |                         |
| F45       | Lied            | Das Leben ist ein Traum                       | Das Leben ist ein Traum                            | mi bémol majeur |                         |
| F46       | Lied            | Liebe über Liebe                              | Mutter sieh den bösen Vogel                        | mi bémol majeur |                         |
| F47       | Lied            | Der Liebende                                  | Beglückt, wer dich erblikt                         | mi bémol majeur |                         |
| F48       | Lied            | Liebestaumel                                  | Was geht die ganze Welt mich an                    | fa majeur       |                         |
| F49       | Lied            | Liebeserklärung                               | Ich liebe dich, ich darf es nur nicht              | la majeur       | Brilliant Classics 2009 |
| F50       | Lied            | Das Liebesgrab                                | Selmar war ein guter Junge jedem Menschen war      | la bémol major  |                         |
| F51       | Lied            | Lied eines gemeinen Mannes                    | Ich will nicht sorgen mich, nicht kümmern          | fa majeur       |                         |
| F52       | Lied            | Lied in der Kurzeit                           | O, wer wollt so thörigt sein Martern sich          | ré majeur       |                         |
| F53       | Lied            | Liedchen                                      | Ich hatt' einmal ein Mädchen                       | si bémol majeur |                         |
| F54       | Lied            | Lob des Höchsten                              | Zu Sions Höhen hin erhebt                          | mi majeur       |                         |
| F55       | Lied            | Das Mädchen bei der ersten Rotenzusammenkunft | Winter ist's drum ei'a nu Mädchen greift           | la majeur       |                         |
| F56       | Lied            | Mailied                                       | Gegrüsset Morgen Wolke!                            | mi bémol majeur |                         |
| F57       | Lied            | Mailied                                       | Der Schnee zerinnt, der Mai beginnt                | la majeur       |                         |
| F58       | Lied            | Mein Mädchen                                  | Liebe, Liebe, welche Freuden                       | la majeur       |                         |
| F59       | Lied            | Der Mond                                      | Wie süss und freundlich lacht des Mondes           | sol majeur      |                         |
| F60       | Lied            | Nachtigallenlied                              | Heut Morgen als ich lauschend schlich durch Büsch  | sol majeur      |                         |
| F61       | Lied            | Der Negersklave                               | Hintern Meeresstrande wo die Sonne                 | ut dièse mineur |                         |
| F62       | Lied            | Die Nelke                                     | Wor ihrer Hütte wom West umweht                    | si bémol majeur |                         |
| F63       | Lied            | Pastorale                                     | Rossignol dont la voix touchante                   | mi bémol majeur |                         |
| F64       | Lied            | Das Rothkehlchen                              | So seh ich euch denn all entweichen                | si bémol majeur |                         |
| F65       | Lied            | Rundgesang                                    | Unsre Herzen zu erfreun gab uns Gott               | ut majeur       |                         |
| F66       | Lied            | Der Sonderling                                | Baut stolze Schlösser in die Luft                  | ré majeur       |                         |
| F67       | Lied            | Die Sonne beim Aufgange                       | Sei mir gegrüsst zu meines Gottes                  | la majeur       |                         |
| F68       | Lied            | Der Traum                                     | Ich träumt' ich war ein Vögelein und flog auf      | la majeur       |                         |
| F69       | Lied            | Trinklied                                     | Das Glas gefült der Norwind brült                  | ré majeur       |                         |
| F70       | Lied            | Die Unschuld                                  | O Unschuld weihe du mich ganz!                     | mi bémol majeur |                         |
| F71       | Lied            | Urians Reise um die Welt                      | Wenn jemand eine Reise thut                        | si bémol majeur |                         |
| F72       | Lied            | Vergänglichkeit                               | Tausendmal hab ich's empfunden                     | sol majeur      |                         |
| F73       | Lied            | Der verliebte Schäfer                         | Komm, sei mein Liebchen!schenke mir dein Herzchen  | si bémol majeur |                         |
| F74       | Lied            | Die Verschwiegenheit                          | Heimlich nur, doch inniglich                       | fa mineur       |                         |
| F75       | Lied            | Vor einer Reise im Winter                     | Morgen, Morgen geht es fort                        | si bémol majeur |                         |
| F76       | Lied            | Vor einer Reise zu Liebchen                   | Bravo, bravo! iezt empfohl                         | sol majeur      |                         |
| F77       | Lied            | Der wahre Reichtum                            | Warum durchirrt nach Gut und Geld                  | ut majeur       |                         |
| F78       | Lied            | Wiegenlied                                    | Schlaf Kind, sieh hier an meinem Herzen            | mi bémol majeur |                         |
| F79       | Lied            | Winterlied                                    | Kein Veilchen blüht, kein Röschen glüht            | la majeur       |                         |
| F80       | Lied            | Der Winter                                    | Nicht dir, O Lenz! will ich allein nur             | la majeur       |                         |
| F81       | Lied            | Der Zufrieden                                 | Ich gäbe nimmer zufrieden Sinn                     | si bémol majeur |                         |
| F82       | Lied            | Der Zufrieden                                 | Meine Wûnsche sind gestillt                        | fa mineur       |                         |
| F83       | Hymne           | Ah chare, ah Jesu peccavi                     | Ah chare, ah Jesu peccavi                          | si bémol majeur |                         |
| F84       | Antienne        | Salve Regina                                  | Salve Regina Mater misericordiae                   | ut majeur       |                         |
| F85       | Antienne        | Salve Regina                                  | Salve Regina Mater misericordiae                   | mi bémol majeur | Ars Produktion 2011     |
| F86       | Antienne        | Salve Regina                                  | Salve Regina Mater misericordiae                   | mi bémol majeur | CPO 2006                |
| F87       | Antienne        | Salve Regina                                  | Salve Regina Mater misericordiae                   | sol majeur      | CPO 2006                |
| F88       | Antienne        | Salve Regina                                  | Salve Regina Mater misericordiae                   | la majeur       | CPO 2006                |
| F89       | Antienne        | Salve Regina                                  | Salve Regina Mater misericordiae                   | si bémol majeur | CPO 2006                |
| F90       | Aria de Concert | Tutta di sdegno armato                        | Tutta di sdegno armato                             | ut majeur       |                         |
| F91       | Aria de Concert | Wenn aus zerschmetternden Gewittern           | Wenn aus zerschmetternden Gewittern                | ut majeur       |                         |
| F92       | Antienne        | Salve Regina                                  | Salve Regina Mater misericordiae                   | fa majeur       |                         |
| F93       | Hymne           | Teomi Jesu adoro                              | Teomi Jesu adoro                                   | ut majeur       |                         |
| F94       | Hymne           | Amavit eum Dominus amavit                     | Amavit eum Dominus amavit                          | ut majeur       |                         |
| F95       | Hymne           | Attendite vigilate et orate                   | Attendite vigilate et orate                        | sol mineur      |                         |
| F96       | Hymne           | Diffusa est gratia                            | Diffusa est gratia in labiis                       | mi bémol majeur |                         |
| F97       | Hymne           | Huc catastae                                  | Huc catastae huc orci larvae                       | ré majeur       |                         |
| F98       | Aria de Concert | Non vidi alma                                 | Non vidi alma che freme                            | fa majeur       |                         |
| F99       | Hymne           | Qua est ista                                  | Qua est ista qua ascendit                          | sol majeur      |                         |
| F100      | Antienne        | Salve Regina                                  | Salve Regina Mater misericordiae                   | si bémol majeur |                         |
| F101      | Antienne        | Parvulus filius                               | Parvulus filius hodie natus est                    | sol majeur      |                         |
| F102      | Antienne        | Gaude Virgo Mater Christi                     | Gaude Virgo Mater Christi                          | mi mineur       |                         |
| F103      | Antienne        | De Beatissimae Virgine Maria                  | ?                                                  | mi bémol majeur | parties vocales perdues |
| F104      | Aria de Concert | Or che per te sospiro                         | Or che per te sospiro                              | la majeur       |                         |
| F105      | Aria de Concert | Ariette                                       | Que dans sa détresse, l'amant qui me blesse        | fa mineur       |                         |
| F106      | Aria de Concert | Rondeau                                       | À mes vœux le ciel propice                         | ut majeur       |                         |
| F107      | Aria de Concert | Rondo                                         | Vous prenez un air sévère                          | fa majeur       |                         |
| F108      | Aria de Concert | Scena e rondo                                 | Calme ton âme...Mais par vengeance                 | ut majeur       |                         |
| F109      | Antienne        | A periens os suum dixit                       | A periens os suum dixit                            | si bémol majeur |                         |

### Œuvres chorales
| Catalogue | Type             | Titre                                     | Date   | Auteur/Note                           | Enregistrements |
| Murray    | Type             | Titre                                     | Date   | Auteur/Note                           | Enregistrements |
| --------- | ---------------- | ----------------------------------------- | ------ | ------------------------------------- | --------------- |
| G1        | Oratorio         | Der sterbende Jesu                        | 1785   | Karl Friedrich Bernhard Zinkernage    |                 |
| G2        | Oratorio         | Jesus in Gethsemane                       | 1790   | Heinrich Julius Tode                  | CPO 2006        |
| G3        | Cantate          | Aufs Osterfest                            | c.1790 | Parodie de la Messe Murray H4         |                 |
| G4        | Cantate          | Aufs Deutschlands Genius oder Friedenfest | c.1790 |                                       |                 |
| G5        | Cantate          | Dank Kantate                              | c.1790 | Musique entièrement de Murray G1      |                 |
| G6        | Cantate          | Ewiger dir singen wir                     | c.1790 | Christian Gotthilf Tag                |                 |
| G7        | Cantate          | Hallelujah                                | 1791   | Heinrich Julius Tode                  | CPO 2006        |
| G8        | Incidental Music | Das Winterfest der Hirten                 | 1789   |                                       |                 |
| G9        | Vaudeville       | La matinée des artistes                   |        | Voice parts perdu                     |                 |
| G10       | Ode              | Gesegnet sei die Stunde                   | 1790   | Heinrich Julius Tode                  |                 |
| G11       | Choral           | O Segne sei, du Geber grosser Freuden     | 1789   |                                       |                 |
| G12       | Cantate          | Al sospire                                |        | Peut-être d'Antonio Rosetti (b. 1744) |                 |

### Musique sacrée
| Catalogue | Type           | Nom                             | Tonalité        | Date                | Enregistrements     |
| Murray    | Type           | Nom                             | Tonalité        | Date                | Enregistrements     |
| --------- | -------------- | ------------------------------- | --------------- | ------------------- | ------------------- |
| H1        | Messe          | Messe                           | ut majeur       |                     |                     |
| H2        | Messe          | Messe                           | ut majeur       | 1782                |                     |
| H3        | Messe          | Messe                           | ut mineur       |                     |                     |
| H4        | Messe          | Messe                           | ré majeur       | 1787                |                     |
| H5        | Messe          | Messe                           | ré majeur       |                     |                     |
| H6        | Messe          | Messe                           | ré majeur       | 1788                |                     |
| H7        | Messe          | Messe                           | ré mineur       |                     | perdu               |
| H8        | Messe          | Messe                           | ré mineur       |                     |                     |
| H9        | Messe          | Messe                           | mi bémol majeur |                     |                     |
| H10       | Messe          | Messe                           | fa majeur       |                     |                     |
| H11       | Messe          | Messe                           | fa majeur       | 1784                |                     |
| H12       | Messe          | Missa brevis                    | fa majeur       | c.1790              |                     |
| H13       | Messe          | Messe                           | sol mineur      |                     |                     |
| H14       | Requiem        | Requiem                         | C minor         |                     |                     |
| H15       | Requiem        | Requiem                         | mi bémol majeur | 1776                | Ars Produktion 2011 |
| H16       | Requiem        | Requiem                         | mi bémol majeur | c.1780              |                     |
| H17       | Requiem        | Requiem                         | mi bémol majeur |                     |                     |
| H18       | Requiem        | Requiem                         | mi bémol majeur |                     |                     |
| H19       | Requiem        | Requiem                         | fa majeur       |                     |                     |
| H20       | Requiem        | Requiem                         | sol mineur      |                     |                     |
| H21       | Choral         | Der Herr der aller Enden        | si bémol majeur | c.1790              |                     |
| H22       | Choral         | Ich habe nun den Grund gefunden | ré majeur       | c.1790              |                     |
| H23       | Lauda O Sion   | ut majeur                       |                 |                     |                     |
| H24       | Venite ad me   | mi bémol majeur                 |                 | Ars Produktion 2011 |                     |
| H25       | Viderunt omnes | si bémol majeur                 |                 | Ars Produktion 2011 |                     |
| H26       | Offertoire     | Ecce video caelos apertos       | ré majeur       | c.1790              |                     |
| H27       | Offertoire     | Huc ad este pie mentes          | mi bémol majeur |                     |                     |
| H28       | Offertoire     | O felix Roma                    | mi bémol majeur |                     |                     |
| H29       | Offertoire     | Laetare mater ecclesia          | ut majeur       |                     |                     |
| H30       | Hymne          | Pange lingua                    | mi bémol majeur | 1785                |                     |
| H31       | Hymne          | Jesu rex fortissime             | si mineur       | c.1785              | Ars Produktion 2011 |
| H32       | Psaume         | Singet dem Herrn                | ut majeur       | c.1790              |                     |
| H33       | Antienne       | Ave Maria                       | ut majeur       |                     |                     |
| H34       | Antienne       | Asperges me                     | ut majeur       |                     |                     |
| H35       | Antienne       | Salve Regina                    | mi bémol majeur |                     |                     |
| H36       | Cantique       | Te Deum                         | ré majeur       |                     |                     |
| H37       | Cantique       | Litaniae                        | ut majeur       |                     |                     |
| H38       | Cantique       | Litaniae                        | ut majeur       | 1789                |                     |
| H39       | Cantique       | Litaniae                        | ré majeur       | 1790                |                     |
| H40       | Psaume         | Miserere                        | ré mineur       | c.1790              |                     |
| H41       | Psaume         | Vesperae solemnes               | ut majeur       |                     |                     |

## Discographie
- Le Concerto Amsterdam, dirigé par Jaap Schröder, a enregistré un concerto pour cor et orchestre en 1969, chez Teldec.
- Certaines de ses symphonies ont été redécouvertes par les deux ensembles spécialistes des contemporains de Mozart et Haydn, le Concerto Köln et les London Mozart Players.
- Clarinet Concertos 1 & 2 - Concertos for 2 Horns, par Dieter Klöcker (clarinette), Klaus Wallendorf et Sarah Willis (cors) et le SWR Sinfonieorchester Baden-Baden und Freiburg, dir. Holger Schröter-Seebeck (CPO 999 621-2, 1999)